# Ottaria perplexa
Ottaria perplexa är en stekelart som beskrevs av Karl-Johan Hedqvist 1974. Ottaria perplexa ingår i släktet Ottaria och familjen puppglanssteklar.
Artens utbredningsområde är Sverige. Arten är reproducerande i Sverige. Inga underarter finns listade i Catalogue of Life.